# Otto Stoll
Otto Stoll (ur. 29 grudnia 1849 w Frauenfeld, zm. 18 sierpnia 1922 w Zurychu) – szwajcarski językoznawca, przyrodnik i doktor medycyny.
Opracował klasyfikację języków majańskich, opublikowaną w 1884 r.

## Wybrana twórczość
- Zur Ethnographie der Republik Guatemala (1884)
- Guatemala: Reisen und Schilderungen aus den Jahren 1878–1883 (1886)
- Biologia Centrali-Americana/ Arachnida – Acaridea (1886–1893)
- Die Sprache der Ixil-Indianer: ein Beitrag zur Ethnologie und Linguistik der Maya-Völker (1887)
- Zur Zoogeographie der landbewohnenden Wirbellosen (1898)